# 12-я кавалерийская дивизия (Российская империя)
12-я кавалерийская дивизия — кавалерийское соединение Русской императорской армии. С 1 ноября 1876 г. входила в 12-й армейский корпус.
Штаб дивизии: Проскуров. 

## История дивизии

### Формирование
- 1875—1918 — 12-я кавалерийская дивизия

### Боевые действия
На этапе стратегического развертывания русских армий в конце июля - начале августа 1914 г. находилась на Волочиском направлении. Участвовала в Заднестровской операции в апреле - мае 1915 г.

## Состав дивизии
- 1-я бригада (Проскуров)

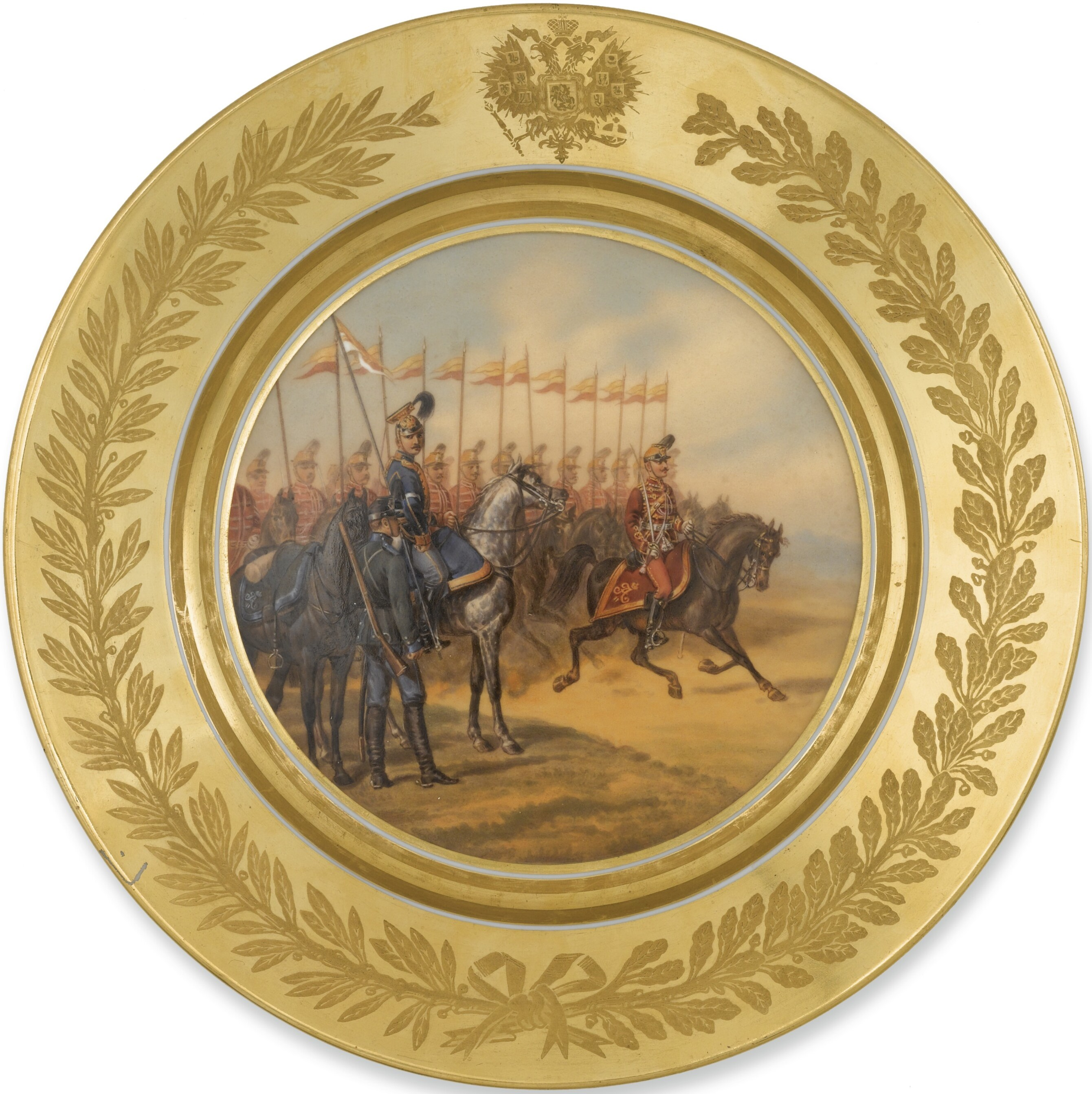
Военнослужащие 12-й кавалерийской дивизии: офицеры 12-го Стародубского драгунского полка и 12-го Белгородского уланского полка, смотрят, как члены 12-го Ахтырского гусарского полка проезжают строем, 1883 г.

  - 12-й драгунский Стародубовский полк
  - 12-й уланский Белгородский Императора Австрийского Короля Венгерского Франца Иосифа I полк
- 2-я бригада (Проскуров)
  - 12-й гусарский Ахтырский генерала Дениса Давыдова, Е. И. В. Великой Княгини Ольги Александровны полк
  - 3-й Уфимско-Самарский Оренбургский казачий полк
- 2-й Донской казачий артиллерийский дивизион (Проскуров)

## Командование дивизии
(Командующий в дореволюционной терминологии означал временно исполняющего обязанности начальника или командира. Должности начальника дивизии соответствовал чин генерал-лейтенанта, и при назначении на эту должность генерал-майоров они оставались командующими до момента своего производства в генерал-лейтенанты).

### Начальники дивизии
- 27.07.1875 — 02.01.1878 — генерал-майор Свиты Е. И. В. (с 30.08.1876 генерал-лейтенант) барон Дризен, Александр Фёдорович
- 12.01.1878 — 22.06.1886 — генерал-майор (с 30.08.1881 генерал-лейтенант) Винберг, Виктор Фёдорович
- 19.07.1886 — 23.07.1896 — генерал-лейтенант Лермонтов, Александр Михайлович
- 21.09.1896 — 10.11.1898 — генерал-лейтенант Орлов, Давид Иванович
- 17.12.1898 — 13.01.1899 — командующий генерал-майор князь Васильчиков, Сергей Илларионович
- 18.02.1899 — 26.04.1900 — генерал-майор (с 06.12.1899 генерал-лейтенант) Де Витте, Константин Павлович
- 26.04.1900 — 12.01.1905 — генерал-майор (с 22.05.1900 генерал-лейтенант) Шмит, Евгений Оттович
- 07.03.1905 — 10.01.1907 — генерал-лейтенант Бенкендорф, Александр Александрович
- 22.04.1907 — 01.05.1910 — генерал-лейтенант Топчевский, Владислав Ксаверьевич
- 01.05.1910 — 09.12.1912 — генерал-лейтенант Рутковский, Александр Константинович
- 09.12.1912 — 18.06.1915 — генерал-майор (с 14.04.1913 генерал-лейтенант) Каледин, Алексей Максимович
- 24.06.1915 — 31.05.1917 — генерал-майор (с 25.04.1917 генерал-лейтенант) барон Маннергейм, Карл-Густав-Эмилий Карлович
- 15.06.1917 — 07.09.1917 — генерал-майор Юзефович, Яков Давидович
- 07.09.1917 — хх.хх.1917 — командующий генерал-майор Жуков, Гервасий Петрович
- хх.хх.1917 — хх.хх.хххх — командующий генерал-майор Елчанинов, Георгий Иванович

### Начальники штаба дивизии
- 27.07.1875 — 28.10.1876 — полковник Милорадович, Пётр Михайлович
- 03.11.1876 — 16.10.1879[3] — полковник Штрик, Александр Николаевич
- хх.хх.1879[4] — 20.12.1881 — полковник Зандер, Оскар Яковлевич
- хх.12.1881 — 19.04.1884 — полковник Бахмутов, Антон Константинович
- 19.04.1884 — 27.02.1889 — полковник Карпов, Александр Фёдорович
- 06.03.1889 — 12.09.1891 — полковник Лундеквист, Яльмар Фёдорович
- 22.09.1891 — 07.01.1895 — полковник Четыркин, Николай Николаевич
- 14.01.1895 — 14.08.1895 — полковник Заркевич, Сергей Иванович
- 23.08.1895 — 18.11.1899 — полковник Рихтер, Гвидо Казимирович
- 31.12.1899 — 10.07.1901 — полковник Новицкий, Николай Николаевич
- 17.08.1901 — 28.01.1904 — подполковник (с 06.04.1903 полковник) Российский, Евгений Александрович
- 03.02.1904 — 21.06.1905 — полковник Карцов, Евгений Петрович
- 17.07.1905 — 12.03.1907 — полковник Поливанов, Николай Дмитриевич
- 12.03.1907 — 09.04.1910 — полковник Арапов, Николай Иванович
- 09.04.1910 — 14.10.1914 — полковник Кулжинский, Сергей Николаевич
- 06.12.1914 — 14.05.1915 — и. д. полковник фон Валь, Эрнест Георгиевич
- 14.05.1915 — 04.08.1915 — и. д. полковник Поляков, Никита Андреевич
- 16.08.1915 — 01.03.1917 — и. д. подполковник (с 04.03.1917 полковник) Георгиевич, Михаил Милошевич
- 01.03.1917 — хх.хх.хххх — и.д. полковник Бучинский, Борис Иванович

### Командиры 1-й бригады
- 27.07.1875 — 06.10.1875 — генерал-майор Петровский, Александр Фёдорович
- 06.10.1875 — 09.09.1877 — генерал-майор Арнольди, Александр Иванович
- 09.09.1877 — 03.02.1878 — генерал-майор Бороздин, Георгий Александрович
- 03.02.1878 — 05.03.1881 — генерал-майор барон Корф, Александр Николаевич
- 25.04.1881 — 29.05.1882 — генерал-майор Балк, Василий Захарович
- 12.07.1882 — 12.06.1889 — генерал-майор Леонтьев, Дмитрий Николаевич
- 20.12.1889 — 27.07.1891 — генерал-майор Винтулов, Николай Александрович
- 02.08.1891 — 06.09.1891 — генерал-майор Палицын, Владимир Алексеевич
- 06.09.1891 — 28.12.1896 — генерал-майор Адамович, Михаил Ефремович
- 28.12.1896 — 07.03.1905 — генерал-майор Бенкендорф, Александр Александрович
- 20.05.1905 — 09.11.1911 — генерал-майор Яковлев, Михаил Григорьевич
- 09.11.1911 — 08.09.1913 — генерал-майор Бенуа, Николай-Константин Николаевич
- 08.09.1913 — 17.06.1916 — генерал-майор Кузьмин-Караваев, Борис Александрович
- 23.08.1916 — 14.10.1917 — генерал-майор Чертков, Григорий Григорьевич
- 19.10.1917 — хх.хх.хххх — генерал-майор Елчанинов, Георгий Иванович

### Командиры 2-й бригады
- 27.07.1875 — 06.08.1876 — генерал-майор Томановский, Дмитрий Николаевич
- 06.08.1876 — 27.10.1876 — генерал-майор Коссинский, Фёдор Дмитриевич
- 27.10.1876 — 27.04.1881 — генерал-майор барон Сталь фон Гольштейн, Николай Александрович
- 27.04.1881 — 11.12.1881 — генерал-майор Горячев, Николай Герасимович
- 11.12.1881 — 25.06.1885 — генерал-майор Салтыков, Лев Михайлович
- 27.04.1885 — 03.06.1885 — генерал-майор Агаси-бек Авшаров, Александр Александрович
- 25.07.1885 — 08.03.1892 — генерал-майор Скалон, Александр Антонович
- 11.03.1892 — 02.10.1895 — генерал-майор Добромыслов, Александр Петрович
- 18.10.1895 — 23.07.1896 — генерал-майор Оводов, Александр Николаевич
- 18.08.1896 — 28.12.1896 — генерал-майор Бенкендорф, Александр Александрович
- 28.12.1896 — 30.05.1900 —  генерал майор Значко-Яворский, Андрей Петрович
- 21.06.1900 — 01.11.1900 — генерал-майор Ковальков, Николай Александрович
- 01.11.1900 — 14.04.1901 — генерал-майор Верба, Фёдор Семёнович
- 07.05.1901 — 30.04.1910 — генерал-майор Корбут, Евгений Захарьевич
- 02.06.1910 — 10.12.1910 — генерал-майор Араканцев, Александр Петрович
- 01.01.1911 — 03.10.1911[5] — генерал-майор Балинский, Игнатий Октавиевич
- 09.11.1911 — 30.08.1912 — генерал-майор Яковлев, Михаил Григорьевич
- 30.08.1912 — 08.09.1913 — генерал-майор Кузьмин-Караваев, Борис Александрович
- 08.09.1913 — 28.02.1916 — генерал-майор Франковский, Владислав Игнатьевич
- 28.02.1916 — 07.09.1917 — генерал-майор Жуков, Гервасий Петрович
- 07.09.1917 — 22.10.1917 — генерал-майор Серебренников, Николай Павлович
- 22.10.1917 — хх.хх.хххх — генерал-майор Одинцов, Николай Иванович

### Командиры 12-го конно-артиллерийского дивизиона
Дивизион был приписан к 12-й кавалерийской дивизии с 1895 по 1904 годы.
- 16.08.1895 — 29.01.1902 — полковник Пятаков, Евгений Матвеевич
- 13.06.1902 — 11.02.1904 — полковник Сулин, Михаил Ипполитович

### Командиры 2-го Донского казачьего дивизиона
Дивизион был приписан к 12-й кавалерийской дивизии с 1904 года.
- 11.02.1904 — 27.09.1906 — полковник Сулин, Михаил Ипполитович
- 24.11.1906 — 16.06.1910 — полковник Красюков, Владимир Андреевич
- 18.07.1910 — 30.05.1911 — полковник Каледин, Василий Максимович
- 14.06.1911 — 19.12.1913 — полковник Харитонов, Валериан Тимофеевич
- 22.12.1913 — 09.08.1916 — полковник Антонов, Яков Петрович
- 31.08.1916 — хх.хх.1918 — полковник Крюков, Леонид Маркианович